# Laccase

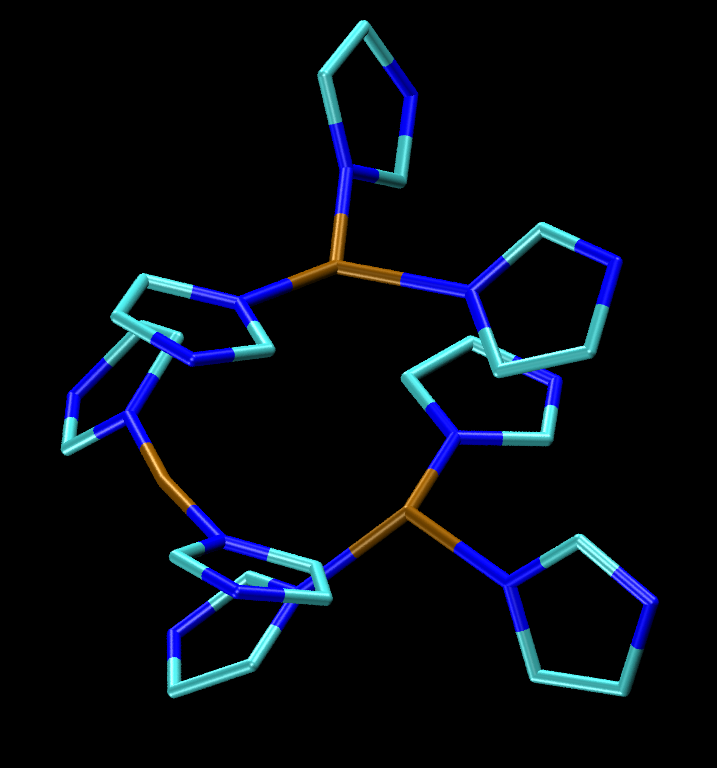
De driekoperverbinding komt bij vele laccasen voor. Merk op dat het koper gebonden is aan imidazool (kleurcode: koper is bruin, stikstof is blauw).

Laccasen (EC-nummer 1.10.3.2) zijn koperbevattende oxidoreductasen, die in veel planten, schimmels en micro-organismen voorkomen. De eerste laccase werd in 1883 uit het plantensap van Rhus vernicifera (Engelse naam: Japanese lacquer tree) geïsoleerd. Vandaar de naam laccase. In 2002 werd voor het eerst de kristallijne structuur van een laccase opgehelderd. Deze laccase was afkomstig van gewoon elfenbankje (Trametes versicolor).
Het katalytische centrum van het enzym bevat vier koperionen, die naar hun spectroscopische eigenschappen onderscheiden kunnen worden in: Type 1, Type 2 en/of Type 3. De typen 2 en 3 worden een trinucleaire cluster genoemd (zie figuur). Laccasen werken in op fenolen en vergelijkbare moleculen, doordat ze de oxidatief gekoppelde stoffen door reductie van zuurstof katalyseren. Hierbij wordt de fenolgroep door oxidatie omgezet in een radicaal en de vrijgekomen waterstof met zuurstof in water.
{\displaystyle \mathrm {4\ Ar{\text{-}}OH+O_{2}\ {\xrightarrow {Laccase}}\ 4\ Ar{\text{-}}O^{.}+2\ H_{2}O} }

## Lignine
Verondersteld wordt dat laccasen een rol spelen bij de vorming van lignine bij de binding van lignolen aan elkaar. Laccasen kunnen polymerisch zijn en de enzymatisch actieve vorm een dimeer of trimeer. Andere laccasen (zoals die gevormd door de gewone oesterzwam (Pleurotus ostreatus)) spelen een rol bij de afbraak van lignine en behoren tot de grote groep van ligninasen.

## Actieve laccasen
Actieve laccasen kunnen gemakkelijk opgespoord worden, doordat ze de chromogene substraten ABTS, syringaldazine, p-fenyleendiamine en guaiacol kunnen oxideren. Ook kan dit met een lambdasonde daar bij de oxidatie van het substraat zuurstof gereduceerd wordt tot water.

## Toepassingen
Laccase is een van de weinige oxidoreductasen, die commercieel als industriële katalysator gebruikt worden. Het enzym kan gebruikt worden bij het bleken van textiel, het bleken van papierpulp, het maken van kurken voor wijnflessen, als tandenbleekmiddel en bij vele andere industriële, diagnostische en synthetische toepassingen.
Ook kunnen laccasen gebruikt worden bij het op natuurlijke wijze reinigen van vervuilde grond.